# ENSEA
De École Nationale Supérieure de l'Electronique et de ses Application (ook bekend als ENSEA) is een Franse ingenieurs grande école, gelegen in Cergy (in het departement Val-d'Oise) dicht bij Parijs. De ENSEA is gesticht in 1952.
Toekomstige technici worden opgeleid volgens een bepaald toelatingsexamen ("Classes Préparatoires") of volgens een bachelor niveau in elektronica of op andere relevante wetenschappelijke gebieden (natuurkunde, scheikunde, computerwetenschappen, enz.).
Het ingenieursdiploma (of Diplôme d'Ingénieur), uitgereikt door de ENSEA, is gelijk aan de Master of Engineering in de Verenigde Staten. De studie omvat alle aspecten van elektronica en computerwetenschappen: economie, software ontwerp, netwerken, enz.